# Piccadilly
För andra betydelser, se Piccadilly (olika betydelser).

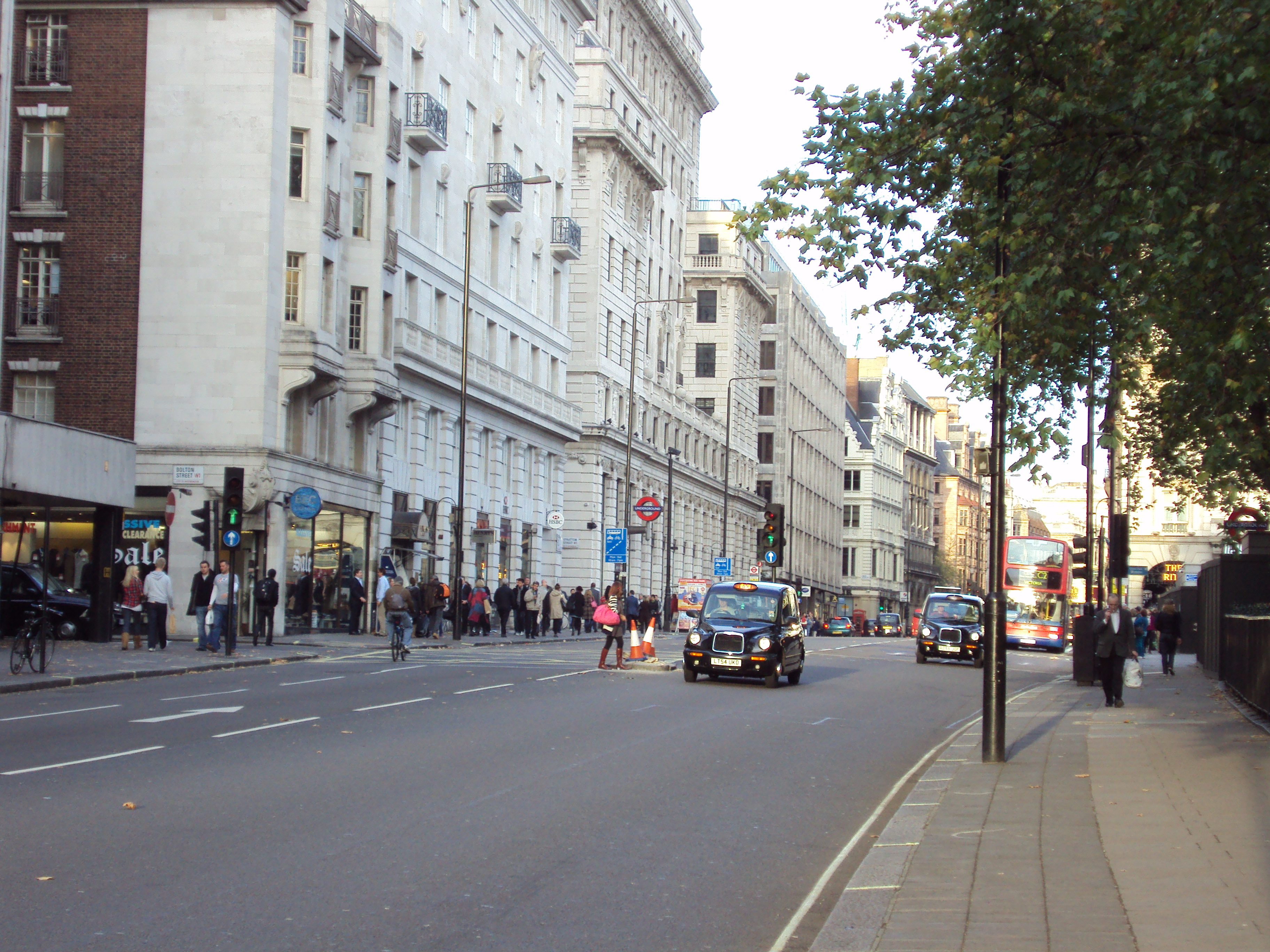
Piccadilly, nära Green Park.

Piccadilly är en gata i centrala London. Gatan är cirka 1,5 kilometer lång och sträcker sig mellan Piccadilly Circus i nordost till Hyde Park Corner i sydväst. Den ligger i kommunen (borough) City of Westminster, söder om Mayfair.
Längs den östra delen av gatan ligger ett affärsdistrikt, medan längs den västra delen ligger det klubbar och privatpalats.